# Ẓāʾ
Ẓāʾ (en arabe ﻇَﺎء, ẓāʾ, ou simplement ظ) est la 17e lettre de l'alphabet arabe.
Sa valeur numérique dans la numération Abjad est 900 dans la variante orientale et 800 dans la variante occidentale (au Maghreb).
Son caractère Unicode est 0638.